# Hantharwady United Football Club
Maillots
Actualités
Le Hantharwady United Football Club (en birman : ဟံသာဝတီယူနိုက်တက် ဘောလုံးအသင်း), plus couramment abrégé en Hantharwady United, est un club birman de football fondé en 2009 et basé dans la ville de Taungû.

## Histoire
Le club est fondé en 2009 sous le nom d'Okktha United FC et est l'un des membres fondateurs du Championnat de Birmanie.
Son unique titre national à ce jour est une victoire lors de la première édition de la Coupe de Birmanie, qui a eu lieu en 2010.
Parmi les joueurs ayant porté les couleurs du club, on peut citer l'ancien international sud-africain Bennett Mnguni, qui a disputé la saison 2009 du championnat.

## Palmarès
| Compétitions nationales                       |
| --------------------------------------------- |
| - Coupe de Birmanie (1) : - Vainqueur : 2010. |

## Personnalités du club

### Présidents du club
- U Tun Tun Lin

### Entraîneurs du club
- Myo Min Tun